# Réserve naturelle nationale du rocher de la Jaquette
La  réserve naturelle nationale du rocher de la Jaquette  ou de la Jacquette (RNN34) est une réserve naturelle nationale située en Auvergne. Classée en 1976, elle occupe une surface de 36,15 hectares au sein du parc naturel régional des Volcans d'Auvergne et protège un site remarquable pour sa faune entomologique.

## Localisation

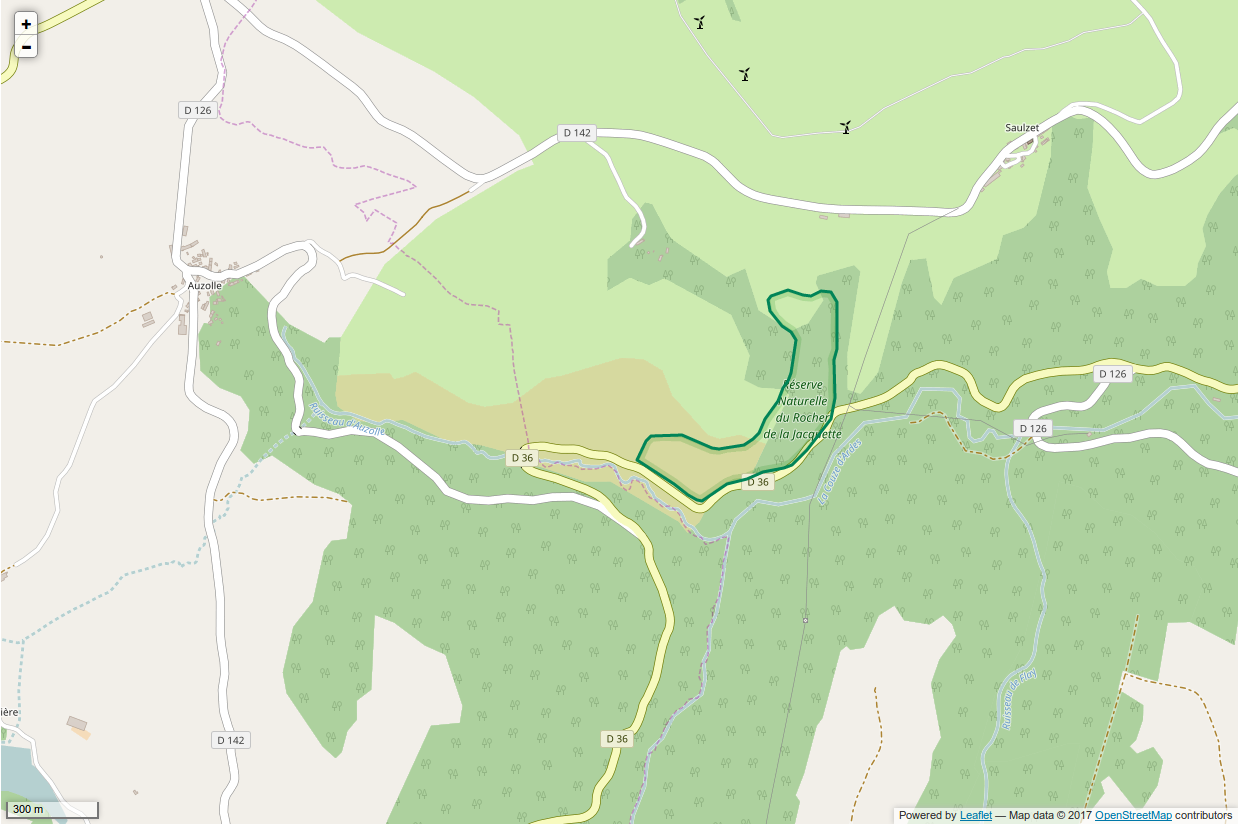
Périmètre de la réserve naturelle.

Le territoire de la réserve naturelle est dans le département du Puy-de-Dôme, sur la commune de Mazoires dans le Cézallier. Il a la forme d'un croissant d'environ 800 m de longueur qui entoure les versants sud et est du rocher de la Jacquette.

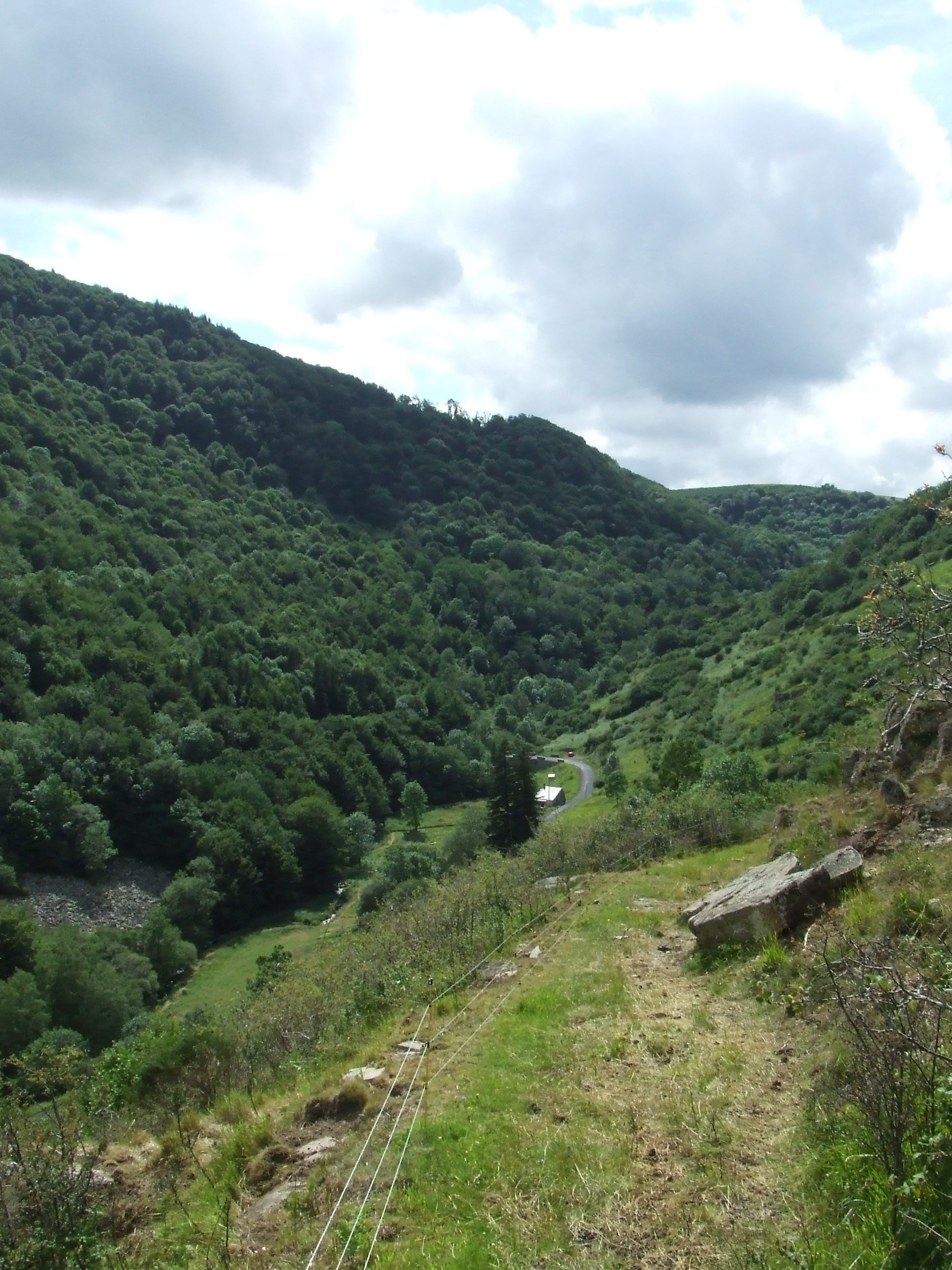
Vue du haut de la réserve naturelle

## Histoire du site et de la réserve
La réserve naturelle a été créée par un arrêté du 18 octobre 1976.
Créée à l'origine pour la protection du hibou grand-duc, alors très menacé en France, la réserve naturelle est aujourd'hui reconnue pour sa richesse exceptionnelle en insectes.

## Écologie (biodiversité, intérêt écopaysager…)
Accrochée aux flancs de la vallée de Rentières, en bordure du plateau volcanique du Cézallier, le site rassemble sur quelques hectares une grande diversité de milieux (falaises et éboulis, pelouses sèches et prairies, landes, forêt) favorisant la présence de nombreuses espèces d’insectes (papillons, criquets, sauterelles…).
La réserve protège un terrain accidenté composé de barres rocheuses qui bénéficie d'un climat méridional grâce à l'effet de foehn. Les papillons sont favorisés par la géographie du site, situé à un carrefour entre plateau et vallée, sur un coteau majoritairement exposé sud, bénéficiant de remontées d’air chaud de la vallée. Les espèces d'affinité montagnarde comme méridionale peuvent y trouver des conditions de vie privilégiées.

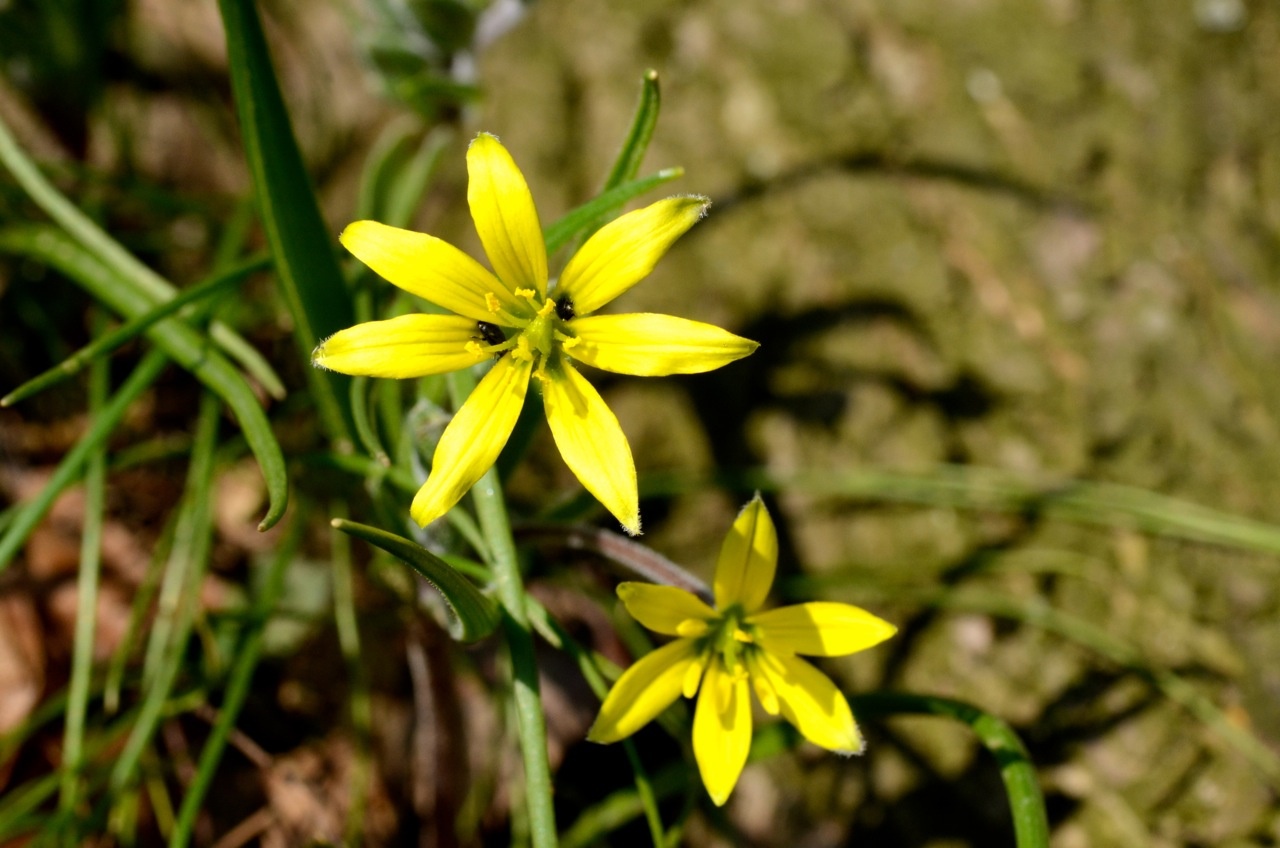
Gagée jaune

### Flore
Plus de 383 espèces végétales sont présentes sur le site. Plus de 195 taxons de plantes vasculaires ont été identifiés dont 2 espèces protégées nationalement (Orchis punaise, Gagée jaune).

#### Champignons, lichens et autres organismes remarquables
Quatre-vingt-huit espèces de mousse vivent dans la zone de protection.

### Faune
Les influences climatiques permettent de fournir un milieu propice de développement à de nombreuses espèces de papillons et d'insectes.

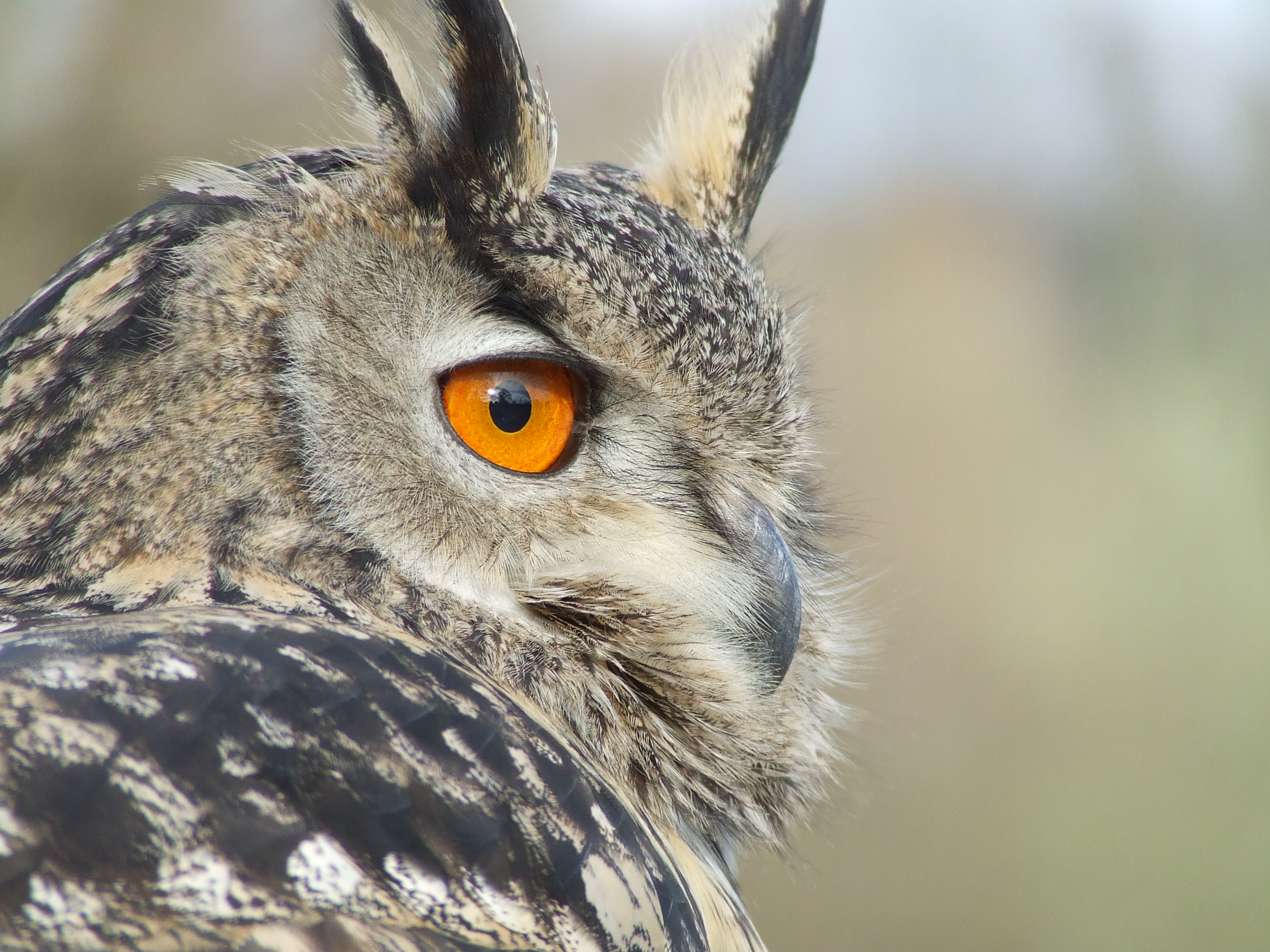
Hibou grand-duc

#### Oiseaux
Plus de 83 espèces d'oiseaux ont été observées dans la réserve dont environ 45 nichent. La réserve permet de protéger la nidification du Hibou grand-duc, de l'Aigle botté, et du Faucon pèlerin.

#### Insectes
On compte sur le site plus de 110 espèces de Rhopalocères, soit 75 % du cortège du Puy-de-Dôme. Les espèces montagnardes côtoient les espèces méridionales. Parmi elles, quatre sont protégées en France : Apollon, Semi-Apollon, Azuré du serpolet, Damier de la succise. On recense également plus de 44 espèces de Noctuidae, près de 40 espèces d’Orthoptères, 178 espèces de Coléoptères et 126 d'Araignées.

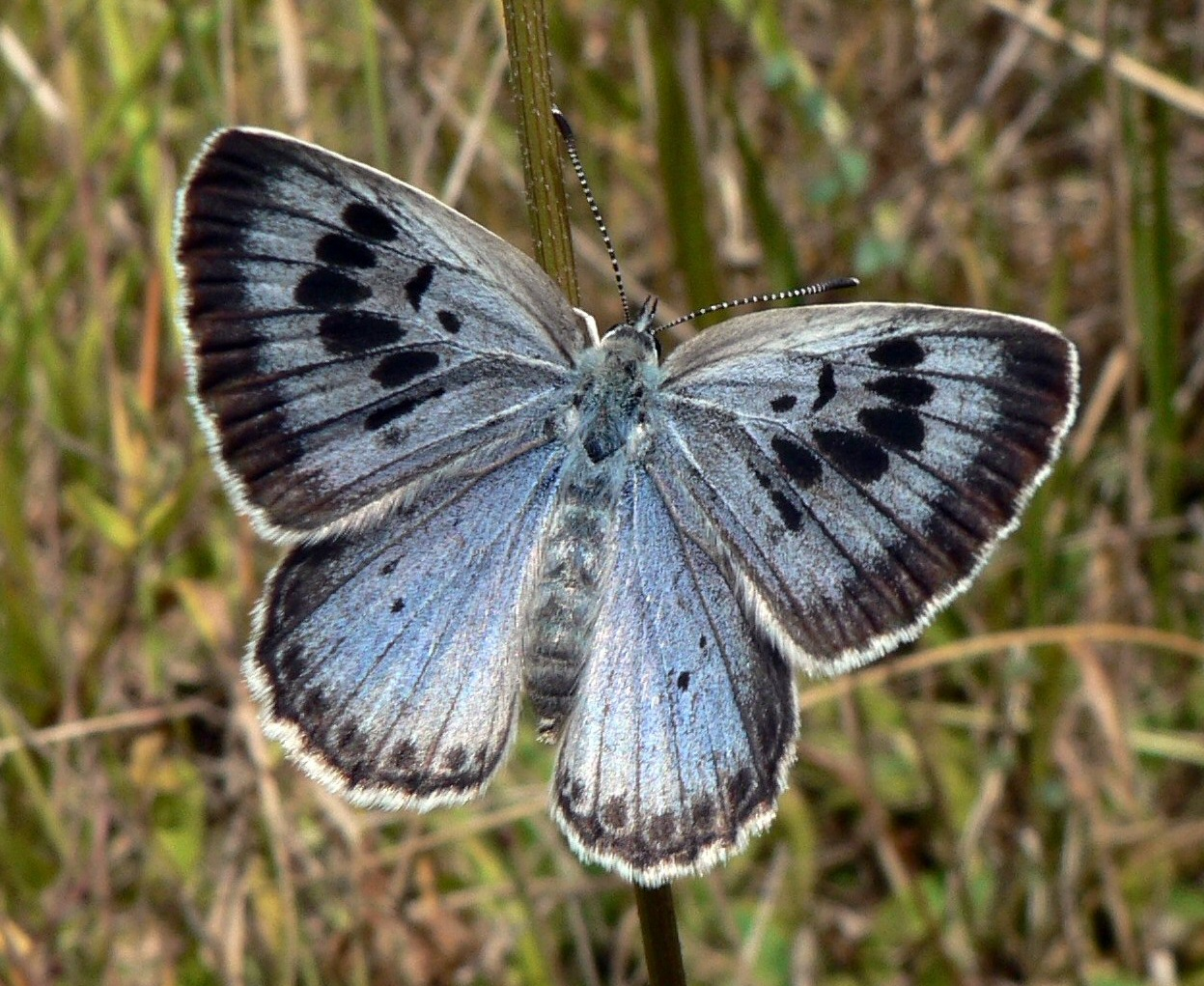
Azuré du Serpolet

### État, pressions ou menaces, réponses
Jusque dans les années 1950, les parcelles les moins accidentées étaient pâturées par un troupeau d’une centaine de moutons. À la suite de l’abandon pastoral, les milieux se sont progressivement fermés, d’abord colonisés par la lande puis les fourrés à Noisetier et Prunellier. L'intégrité du site est donc menacée par la dynamique naturelle. Dans le but de restaurer une mosaïque de milieux ouverts et ainsi maintenir la richesse en insectes, les gestionnaires ont mis en place en 2004 un pâturage ovin avec l'appui d'un éleveur local (race rustique Rava). Toutefois le pâturage seul ne suffit pas, certains secteurs restent très fermés. Afin de limiter l'embroussaillement, il est nécessaire de réaliser des coupes ponctuelles.

## Intérêt touristique et pédagogique
En raison de leur fragilité, l’accès aux zones rocheuses n'est pas autorisé. Toutefois les observations sont possibles depuis la route D36 au pied de la Réserve naturelle. Des visites pour le grand public ou les scolaires sont organisées chaque année au printemps.

## Administration
Dans un premier temps, la gestion de la réserve naturelle a été confiée à la Société pour l’Étude et la Protection de la Nature dans le Massif Central (SEPNMC), également propriétaire des terrains. La gestion a finalement été confiée au parc naturel régional des Volcans d'Auvergne (PNRVA).